# Kleandros (Sohn des Polemokrates)
Kleandros (altgriechisch Κλέανδρος Kléandros, lateinisch Cleander; † 324 v. Chr. in Karmana), Sohn des Polemokrates, war ein makedonischer Feldherr unter Alexander dem Großen. Er war vermutlich ein Bruder des Feldherrn Koinos († 326 v. Chr.).
Kleandros nahm von Anfang an am Asienfeldzug teil und wurde im Herbst 334 v. Chr. von Kleinasien auf den Peloponnes entsandt, um dort Söldner zu rekrutieren. Er schloss sich im Frühjahr 332 v. Chr. in Sidon mit 4.000 Söldnern wieder dem Hauptheer an, im Jahr darauf ersetzte er Menandros als Befehlshaber der Söldnertruppen. Diese führte er auch in die Schlacht von Gaugamela.
Im Jahr 330 v. Chr. wurde Kleandros dem Stab des Generalissimus Parmenion zugeteilt, der in Ekbatana zurückbleiben und von dort die Nachschubwege für das Heer frei halten sollte, das unter Alexander weiter in den Osten marschierte. Im Herbst desselben Jahres erhielt Kleandros von Alexander geheime Instruktionen zugesandt, betreffs der Beseitigung des Parmenion, der laut der Aussage seines Sohnes Philotas in das Attentatskomplott des Dimnos und andere Verschwörungen verwickelt gewesen sei. Dem königlichen Befehl Folge leistend, tötete Kleandros gemeinsam mit anderen Offizieren den alten Heerführer, mit dem er vielleicht (seine Bruderschaft zu Koinos vorausgesetzt) verwandtschaftlich verbunden war. Mit einigen seiner Offiziere (Herakon, Sitalkes, Agathon) wurde Kleandros 324 v. Chr. nach Karmana in Karmanien befohlen, wo ihnen vor dem versammelten Heer der Prozess wegen Verbrechen gegen die lokale Bevölkerung, darunter Vergewaltigungen an persischen Adligen, und Willkürherrschaft gemacht wurde. Kleandros und die drei anderen wurden für schuldig befunden und exekutiert.